# لیندا وانگ
لیندا وانگ (انگلیسی: Linda Wang؛ زادهٔ ۱۰ اکتبر ??۱۹) یک هنرپیشه چینی-آمریکایی است.
او در تایپه (تایوان) زاده شده و دوران کودکی و نوجوانی خود را محلهٔ کویینز در نیویورک گذرانده است و اکنون، ساکن لس آنجلس، کالیفرنیا است.

## گزیدهٔ آثار

### سینما
- دنی کالینز (۲۰۱۵)

### تلویزیون
- روزهای زندگی ما (۲۰۰۷)
- شاخه خشکیده درخت (۲۰۰۵)
- دکتر هاوس (۲۰۰۵)
- پخش زنده شنبه شب (۱۹۹۸)
- سسمی استریت (۱۹۸۲)

### بازی‌های ویدئویی
- فرماندهی و تسخیر: گرگ و میش تایبریوم (۲۰۱۰)